# ClearType
Dit overzicht is mogelijk incompleet; u kunt helpen door het uit te breiden.

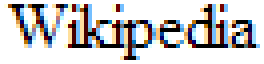
Het woord "Wikipedia" weergegeven met ClearType

ClearType is een techniek van Microsoft die wordt gebruikt om lettertypes er beter uit te laten zien. ClearType zorgt ervoor dat de 'trappetjes'-effecten bij schuine lijnen in een lettertype vervaagd worden, door subpixels afzonderlijk aan te sturen.
Het ClearTypesysteem is gebaseerd op de ordening van pixels in een lcd-scherm: waar normale anti-aliasing slechts verschillende waarden van grijs gebruikt, kan ClearType de intensiteit van bepaalde kleuren aanpassen, waardoor het trappetjeseffect nog minder wordt.